# Henri de La Ville de Mirmont
Pour les articles homonymes, voir de La Ville de Mirmont et Laville.
Henri de La Ville de Mirmont (1858-1923), normalien en 1877, a été professeur de rhétorique aux lycées de Bayonne et Pau puis professeur de langue et littérature latines à la faculté des lettres de Bordeaux. Il a été adjoint au maire de cette ville.
Il a publié des études et des traductions des œuvres d'Ausone, d'Apollonios de Rhodes, et des Discours de Cicéron (entre 1921 et 1923).
L’Académie française lui décerne le prix Jules-Davaine en 1929 pour l'ensemble de son œuvre poétique.
Il épousa Sophie Malan, née le 4 novembre 1860, auteure de Contes de Noël sous le nom de Madame Henri de La Ville de Mirmont. Ils eurent 6 enfants dont l'écrivain Jean de La Ville de Mirmont.

## Distinction
- Chevalier de la Légion d'honneur (2 août 1919)[4]

## Publications
- Le poète Louis Bouilhet, étude, Paris, Savine, 1888 [lire en ligne].
- Histoire du Musée de Bordeaux, Bordeaux, Feret & fils, 1899 [lire en ligne].
- La Moselle d'Ausone, éd. critique et traduction française, précédées d'une introd. [et] suivies d'un Commentaire explicatif — Bordeaux, G. Gounouilhou, 1889 lire en ligne sur Gallica

- Prix Jules-Janin 1890 de l’Académie française
- Mythologie élémentaire des Grecs et des Romains, Paris, Hachette, 3e édition 1892.
- Apollonios de Rhodes, Les Argonautiques, traduction française suivie de notes critiques, mythologiques, géographiques, Bordeaux, G. Gounouilhou, 1892 lire en ligne sur Gallica

- Prix Langlois de l’Académie française.
- Apollonios de Rhodes et Virgile: la mythologie et les dieux dans les Argonautiques et dans l’Énéide , Paris, Hachette, 1894 lire en ligne sur Gallica
- Étude biographique et littéraire sur le poète Laevius, Paris, 1900
- La Jeunesse d'Ovide, Paris, Albert Fontemoing, 1905 lire en ligne sur Gallica.
- Le manuscrit de l'Ile Barbe (Codex leidensis Vossianus latinus 3) et les travaux de la critique sur le texte d'Ausone, L'œuvre de Vinet et l'œuvre de Scaliger, Hachette, 3 fascicules, 1917-1918-1919 [lire en ligne] ; [lire en ligne] ; [lire en ligne].
- « George Buchanan à Bordeaux », Revue Philomathique de Bordeaux et du Sud-ouest,‎ 1906, p. 289-312 (lire en ligne sur Gallica).

« George Buchanan à Bordeaux (suite) », Revue Philomathique de Bordeaux et du Sud-ouest,‎ 1906, p. 337-359 (lire en ligne sur Gallica)
« George Buchanan à Bordeaux (suite et fin) », Revue Philomathique de Bordeaux et du Sud-ouest,‎ 1906, p. 410-420 (lire en ligne sur Gallica)